# Luis Arráez Martínez
Luis Arráez Martínez (Almansa, 1897-Alicante, 1940) fue un político socialista español, fusilado por rebelión por las autoridades franquistas.

## Biografía
Militante del Partido Socialista en Elda, ciudad a la que se había desplazado la familia. Antes de la llegada de Primo de Rivera fue candidato a concejal, aunque no sería elegido hasta 1931 en las elecciones de abril. Proclamada la República ese mismo año, fue compromisario para la elección del Presidente de la República. Hombre de confianza de Rodolfo Llopis, y como él masón, fue miembro de la Comisión Ejecutiva de la Federación Regional Socialista de Levante y secretario general de la Federación Provincial Socialista de Alicante.
Al declararse la Guerra Civil fue consejero  presidente de la Diputación Provincial de Alicante durante un breve periodo de tiempo hasta que terminó de organizarse el territorio republicano. También ocupó el cargo de gobernador civil de las provincias de Toledo, Málaga y Almería.
En las postrimerías de la guerra, destinado de nuevo en Alicante, fue comisario del Batallón de Retaguardia encargado, junto a otros, de la defensa de la capital alicantina. A pesar de que, con la División Littorio italiana a las puertas de la ciudad, trató de huir antes de la caída el 1 de abril, fue capturado por las tropas franquistas e internado en el campo de concentración de Los Almendros. Acusado de rebelión, fue juzgado y fusilado en las tapias del cementerio de Alicante en julio de 1940.